# Ermita de Santa Bárbara (Cortes de Arenoso)
La ermita de Santa Bárbara, localizada cerca del cementerio del municipio de Cortes de Arenoso, a unos 500 metros al norte del municipio, en lo alto de una colina, en la comarca del Alto Mijares es un lugar de culto catalogado como Bien de relevancia local, según la Disposición Adicional Quinta de la Ley 5/2007, de 9 de febrero, de la Generalidad Valenciana, de modificación de la Ley 4/1998, de 11 de junio, del Patrimonio Cultural Valenciano (DOCV Núm. 5.449 / 13/02/2007), con código identificativo: 12.08.048-003.
Data del siglo XVI y a partir de ese momento se le han realizado diversas intervenciones y restauraciones como la parcial de la década de 1970, sin embargo desde el año 2012 está previsto iniciar una nueva fase de restauración integral, sobre todo debido a los problemas que provoca la inestabilidad del terreno, que es bastante movedizo.
La ermita tiene sus cimientos sobre las rocas de lo alto de la colina en la que se ubica. Presenta planta rectangular con la sacristía, en el lado izquierdo, sobresaliendo a los pies del templo. De fábrica de mampostería, con refuerzos en las esquinas de sillares, presenta a ambos lados de la puerta de acceso un porche, de reducidas dimensiones, surge del alargamiento (con vigas de madera) de la techumbre (que es a dos aguas y acabada en tejas), que se apoya en dos sendos muros laterales que lo sierran por los dos lados. El porche se extiende más allá de la entrada, esta vez descubierto, delimitado por dos muros (no paralelos) de menor altura que los primeros y que establecen una zona delimitada para el acceso al templo, que se ven complementados por unos escalones para salvar los desniveles del terreno.
Destaca la puerta de acceso al templo por estar rodeada de un arco de medio punto formado por dovelas irregulares, y a ambos lados de la puerta se extiende un bajo banco de piedra.
Sobre la puerta hay una pequeña hornacina en la que se sitúa una imagen de la santa titular, Santa Bárbara.
Pese a que la festividad oficial de la Iglesia para Santa Bárbara es el 4 de diciembre, en Cortes de Arenoso celebran la festividad para los días posteriores al 15 de agosto.